# Lista de países insulares
Esta é uma lista de países insulares. Uma ilha é uma porção de terra (menor do que um continente) circundada completamente por água. Muitos países insulares abrangem arquipélagos inteiros, como é caso de Estados Federados da Micronésia e Indonésia (ambos os quais são compostos por centenas de ilhas menores). Outros países insulares incluem apenas uma ilha principal (como Barbados e Singapura) ou compartilham uma mesma ilha com outras nações (como República Dominicana e Brunei). Esta lista não inclui a totalidade do território da Austrália, atualmente reconhecida um continente - o menor dos sete continentes - apesar de ter sido considerada uma ilha ao longo de sua história por não possuir fronteiras terrestres com nenhum outro país. A lista também inclui Estados insulares com reconhecimento diplomático limitado, mas que possuam soberania de facto sobre os territórios situados em ilhas, como é o caso da República da China
A Indonésia é o maior país insular por área total (1,904,569 km²) e agrupa a maior quantidade de ilhas sob um mesmo Estado (pouco mais de 18,307 ilhas diferentes), sendo também o país insular mais populoso com 267,6 milhões de habitantes. Na categorização geral de Estados soberanos, a Indonésia é o 14º maior território do planeta e o 4º país mais populoso do globo. Em contrapartida, Singapura é o país insular mais densamente povoado, com 7.8 hab./km². O Reino Unido, que já encabeçou o Império Britânico por mais de quatro séculos, é o país insular com mais altos níveis econômicos e sociais, sendo o 4º país por PIB nominal.

## Nações atuais

### Estados soberanos e Estados parcialmente reconhecidos
| País                            | Ilha geográfica                        | Constituição geológica | Área (km2) | Localização geográfica | Fundação                    |
| ------------------------------- | -------------------------------------- | ---------------------- | ---------- | ---------------------- | --------------------------- |
| Antígua e Barbuda               | Antígua Barbuda                        | Plataforma continental | 442        | Mar do Caribe          | 1 de novembro de 1981       |
| Bahamas                         | Hispaniola Nova Providência            | Plataforma continental | 13,939     | Oceano Atlântico       | 10 de julho de 1973         |
| Bahrein                         |                                        | Plataforma continental | 778        | Golfo Pérsico          | 10 de dezembro de 1971      |
| Barbados                        |                                        | Plataforma continental | 430        | Mar do Caribe          | 30 de novembro de 1966      |
| Brunei                          | Bornéu                                 | Plataforma continental | 5,765      | Malésia                | 23 de fevereiro de 1984     |
| Cabo Verde                      | Ilhas de Barlavento Ilhas de Sotavento | Ilha elevada           | 4,033      | Macaronésia            | 5 de julho de 1975          |
| Comores                         | Arquipélago das Comores                | Ilha elevada           | 1,861      | Oceano Índico          | 6 de julho de 1975          |
| Cuba                            |                                        | Plataforma continental | 109,884    | Mar do Caribe          | 10 de outubro de 1868       |
| Chipre                          | Ilha de Chipre                         | Plataforma continental | 9,251      | Mar Mediterrâneo       | 1 de outubro de 1960        |
| Dominica                        |                                        | Plataforma continental | 754        | Mar do Caribe          | 3 de novembro de 1978       |
| República Dominicana            | Hispaniola                             | Plataforma continental | 48,671     | Mar do Caribe          | 1 de dezembro de 1821       |
| Timor-Leste                     | Timor                                  | Ilha elevada           | 14,919     | Melanésia              | 20 de maio de 2002          |
| Fiji                            | Ilhas Fiji                             | Ilha elevada           | 18,274     | Melanésia              | 10 de outubro de 1970       |
| Granada                         |                                        | Plataforma continental | 344        | Mar do Caribe          | 7 de fevereiro de 1974      |
| Haiti                           | Hispaniola                             | Plataforma continental | 27,750     | Mar do Caribe          | 1 de janeiro de 1804        |
| Islândia                        |                                        | Ilha elevada           | 102,775    | Oceano Atlântico       | 17 de junho de 1944         |
| Indonésia                       | Bornéu Nova Guiné Sebatik Timor        | Mista                  | 1,904,569  | Melanésia              | 17 de agosto de 1945        |
| Irlanda                         | Irlanda                                | Plataforma continental | 70,273     | Ilhas Britânicas       | 21 de janeiro de 1919       |
| Jamaica                         | Jamaica                                | Plataforma continental | 10,991     | Mar do Caribe          | 6 de agosto de 1962         |
| Japão                           | Japão                                  | Plataforma continental | 377,976    | Oceano Pacífico        | 11 de fevereiro de 660 a.C. |
| Kiribati                        | Kiribati                               | Ilha elevada           | 811        | Micronésia             | 12 de julho de 1979         |
| Madagáscar                      | Madagáscar                             | Plataforma continental | 587,041    | Oceano Índico          | 26 de junho de 1960         |
| Maldivas                        | Ilhas Maldivas                         | Ilha elevada           | 298        | Mar das Laquedivas     | 26 de julho de 1965         |
| Malta                           | Malta Gozo                             | Plataforma continental | 316        | Mar Mediterrâneo       | 21 de setembro de 1964      |
| Ilhas Marshall                  | Ilhas Marshall                         | Ilha elevada           | 181        | Micronésia             | 1 de maio de 1979           |
| Ilhas Maurícias                 | Ilhas Maurício                         | Ilha elevada           | 2,040      | Ilhas Mascarenhas      | 12 de março de 1968         |
| Estados Federados da Micronésia | Arquipélago da Micronésia              | Ilha elevada           | 702        | Micronésia             | 10 de maio de 1979          |
| Nauru                           | Nauru                                  | Ilha elevada           | 21         | Micronésia             | 31 de janeiro de 1968       |
| Nova Zelândia                   | Ilha Norte Ilha Sul                    | Plataforma continental | 270,467    | Polinésia              | 26 de setembro de 1907      |
| Palau                           | Angaur Babeldaob Koror Peleliu         | Ilha elevada           | 459        | Micronésia             | 1 de janeiro de 1981        |
| Papua-Nova Guiné                | Nova Guiné                             | Plataforma continental | 462,840    | Micronésia             | 16 de setembro de 1975      |
| Filipinas                       | Filipinas                              | Plataforma continental | 300,000    | Melanésia              | 12 de junho de 1898         |
| Reino Unido                     | Grã-Bretanha Ilhas Britânicas Irlanda  | Plataforma continental | 244,820    | Oceano Atlântico       | 1 de maio de 1707           |
| República da China              | Ilha Formosa Área Livre                | Plataforma continental | 36,193     | Oceano Pacífico        | 1 de janeiro de 1912        |
| São Cristóvão e Neves           | Ilha de São Cristóvão Névis            | Plataforma continental | 261        | Mar do Caribe          | 19 de setembro de 1983      |
| Santa Lúcia                     | Santa Lúcia                            | Plataforma continental | 616        | Mar do Caribe          | 22 de fevereiro de 1979     |
| São Vicente e Granadinas        | Ilha de São Vicente Granadinas         | Plataforma continental | 389        | Mar do Caribe          | 27 de outubro de 1979       |
| Samoa                           | Samoa                                  | Ilha elevada           | 2,842      | Polinésia              | 1 de junho de 1962          |
| São Tomé e Príncipe             | Ilha de São Tomé Ilha do Príncipe      | Plataforma continental | 1,001      | Golfo da Guiné         | 12 de julho de 1975         |
| Seicheles                       | Seicheles                              | Misto                  | 455        | Oceano Índico          | 29 de junho de 1976         |
| Singapura                       | Pulau Ujong                            | Plataforma continental | 728        | Melanésia              | 9 de agosto de 1965         |
| Ilhas Salomão                   | Arquipélago das Salomão                | Ilha elevada           | 28,400     | Melanésia              | 7 de julho de 1978          |
| Sri Lanka                       | Sri Lanka                              | Plataforma continental | 65,610     | Oceano Índico          | 4 de fevereiro de 1948      |
| Tonga                           | Tonga                                  | Ilha elevada           | 748        | Polinésia              | 4 de junho de 1970          |
| Trinidad e Tobago               | Trinidad Tobago                        | Plataforma continental | 5,131      | Mar do Caribe          | 31 de agosto de 1962        |
| Tuvalu                          | Tuvalu                                 | Ilha elevada           | 26         | Polinésia              | 1 de outubro de 1978        |
| Vanuatu                         | Vanuatu                                | Ilha elevada           | 12,189     | Melanésia              | 30 de julho de 1980         |

### Dependências e territórios
| Território      | Soberania      | Classificação geográfica | Constituição geológica | Área (km2) | Localização geográfica |
| --------------- | -------------- | ------------------------ | ---------------------- | ---------- | ---------------------- |
| Ilhas Åland     | Finlândia      | Arquipélago              | Plataforma continental | 1,580      | Mar Báltico            |
| Samoa Americana | Estados Unidos | Arquipélago              | Ilha elevada           | 199        | Polinésia              |
| Ilhas Malvinas  | Reino Unido    | Ilha                     | Plataforma continental | 12,173     | Oceano Atlântico       |